# Муромцево (Омская область)
Му́ромцево — рабочий посёлок, административный центр Муромцевского района и Муромцевского городского поселения Омской области России.
Население — 9163 человек (2023)

## География
Посёлок расположен на реке Тара на востоке Омской области. Большая часть посёлка расположена на левом берегу реки. Правобережную часть посёлка образует бывшее село Петропавловка. Левобережная часть посёлка расположена при впадении в Тару реки Сюткес. Правобережная часть посёлка расположена в некотором отдалении от реки Тара по берегам реки Берёзовка. Посёлок окружён лесами.
Расстояние до областного центра — города Омска — составляет около 210 км, до ближайшего города Тары Омской области — 160 км.
Климат
Согласно классификации климатов Кёппена для Муромцево характерен влажный континентальный с прохладным летом (Dfb). Многолетняя норма осадков — 437 мм. Наибольшее количество осадков выпадает в июле — 70 мм, наименьшее в феврале — 15 мм.
| Показатель                    | Янв.  | Фев.  | Март  | Апр. | Май  | Июнь | Июль | Авг. | Сен. | Окт. | Нояб. | Дек.  | Год  |
| ----------------------------- | ----- | ----- | ----- | ---- | ---- | ---- | ---- | ---- | ---- | ---- | ----- | ----- | ---- |
| Средний суточный максимум, °C | −14,6 | −12,9 | −4,2  | 6,6  | 16,5 | 22,6 | 24,6 | 20,9 | 15,4 | 4,8  | −5,6  | −11,4 | 5,2  |
| Средняя температура, °C       | −19,3 | −18,2 | −9,9  | 1,5  | 10,2 | 16,3 | 18,7 | 15,3 | 10,0 | 1,0  | −9,6  | −16,1 | 0,0  |
| Средний суточный минимум, °C  | −24   | −23,4 | −15,5 | −3,5 | 3,9  | 10,0 | 12,8 | 9,8  | 4,7  | −2,8 | −13,6 | −20,7 | −5,2 |
| Норма осадков, мм             | 21    | 15    | 14    | 25   | 39   | 61   | 70   | 60   | 43   | 36   | 30    | 23    | 437  |
| Источник: Климат: Муромцево   |       |       |       |      |      |      |      |      |      |      |       |       |      |

## История
Муромцево основано в 1707 году и названо по фамилии первого поселенца Ивана Муромцева — сына крестьянина Афанасия Муромцева, высланного в Сибирь по приказу боярина Петра Салтыкова. Благодаря своему расположению на ответвлении Сибирского тракта, Муромцево превратилось в местный торговый центр. В частности, в XIX веке сюда прибыли многочисленные переселенцы из среднерусских губерний: Смоленской, Рязанской, Пензенской и Тамбовской.
С 1918 года — центр Муромцевской волости Тарского уезда.
С 1925 года — административный центр Муромцевского района.
В 1936 году организован Петропавловский крахмало-паточный завод. В 1968 году посёлок Петропавловка вошёл в состав села Муромцево.
С 1968 года — посёлок городского типа.

## Известные уроженцы и жители
В Муромцево родился советский и российский актёр театра и кино, мастер озвучивания Владимир Ерёмин.

## Население
| 1939    | 1959    | 1970    | 1979    | 1989    | 2002    | 2009    |
| ------- | ------- | ------- | ------- | ------- | ------- | ------- |
| 2823    | ↗4547   | ↗9329   | ↗9870   | ↗11 452 | ↘11 283 | ↘10 296 |
| 2010    | 2011    | 2012    | 2013    | 2014    | 2015    | 2016    |
| ↗10 776 | ↘10 737 | ↘10 688 | ↘10 619 | ↘10 534 | ↘10 456 | ↘10 418 |
| 2017    | 2018    | 2019    | 2020    | 2021    | 2023    |         |
| ↘10 350 | ↘10 345 | ↘10 265 | ↘10 235 | ↘9373   | ↘9163   |         |

Гендерный состав
По данным Всероссийской переписи населения 2010 года в гендерной структуре населения из 10776 человек мужчин — 4983, женщин — 5793	(46,2 и 53,8 % соответственно)

## Галерея

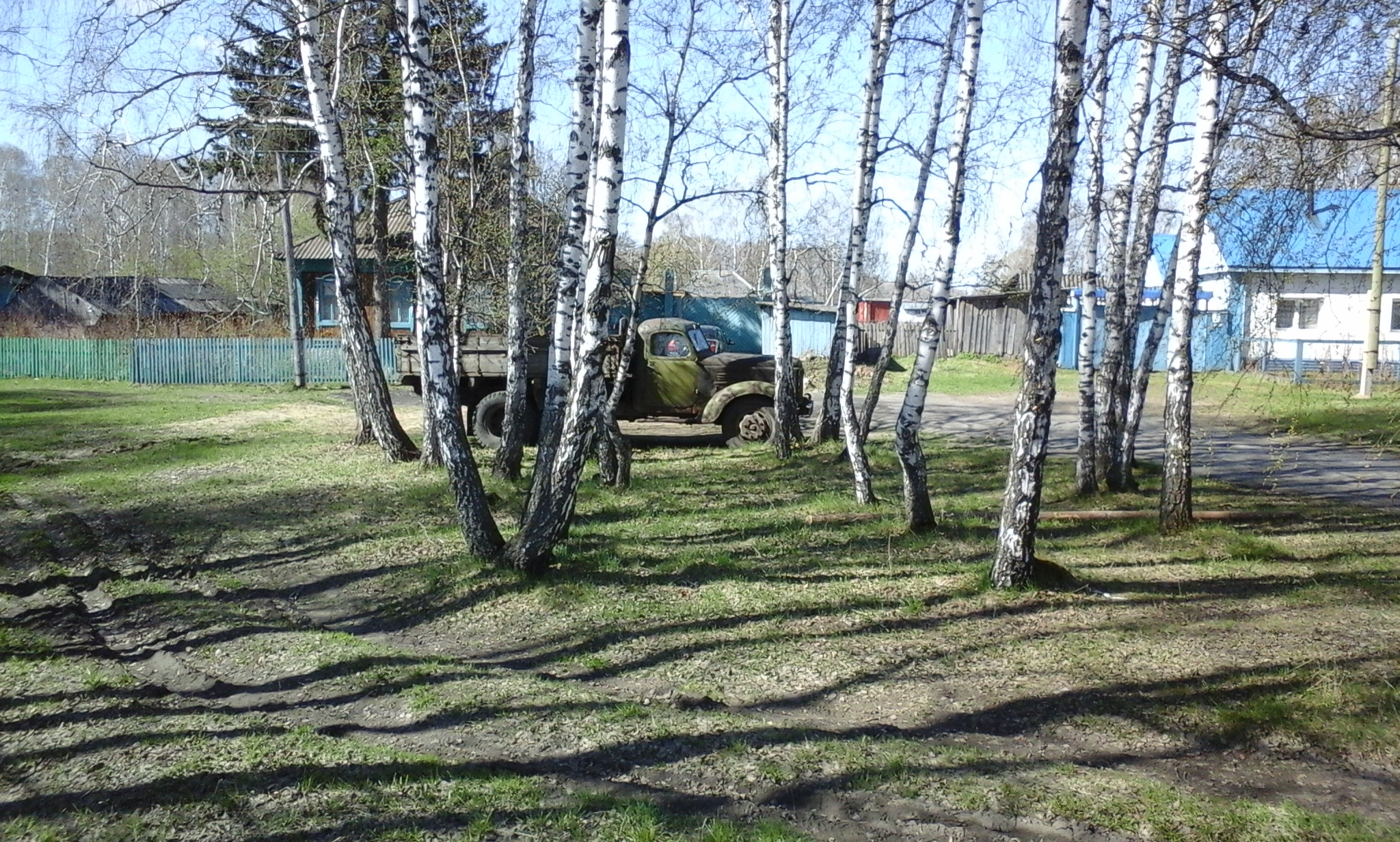
улица 30 лет Победы
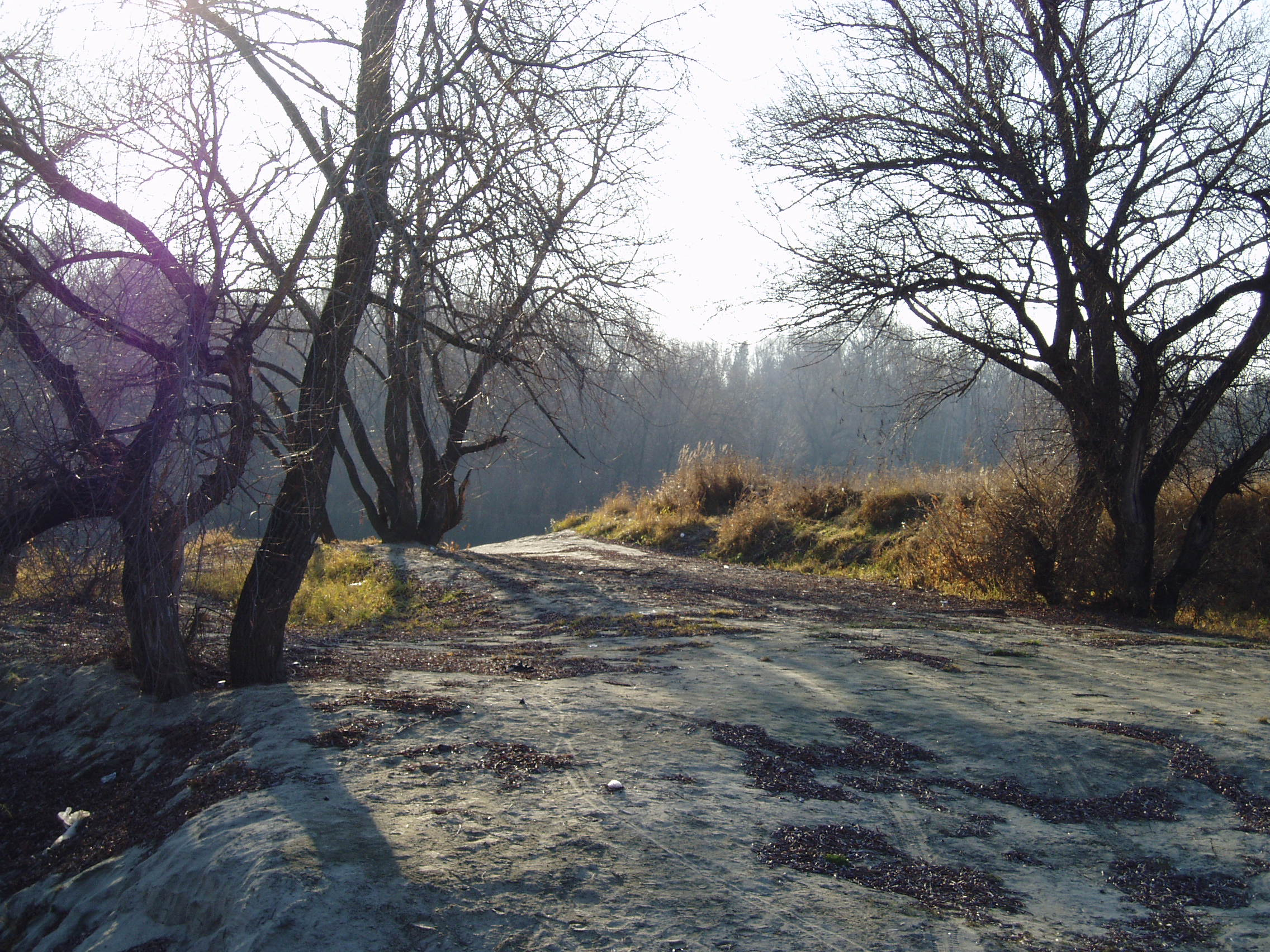
выход на берег реки Тара
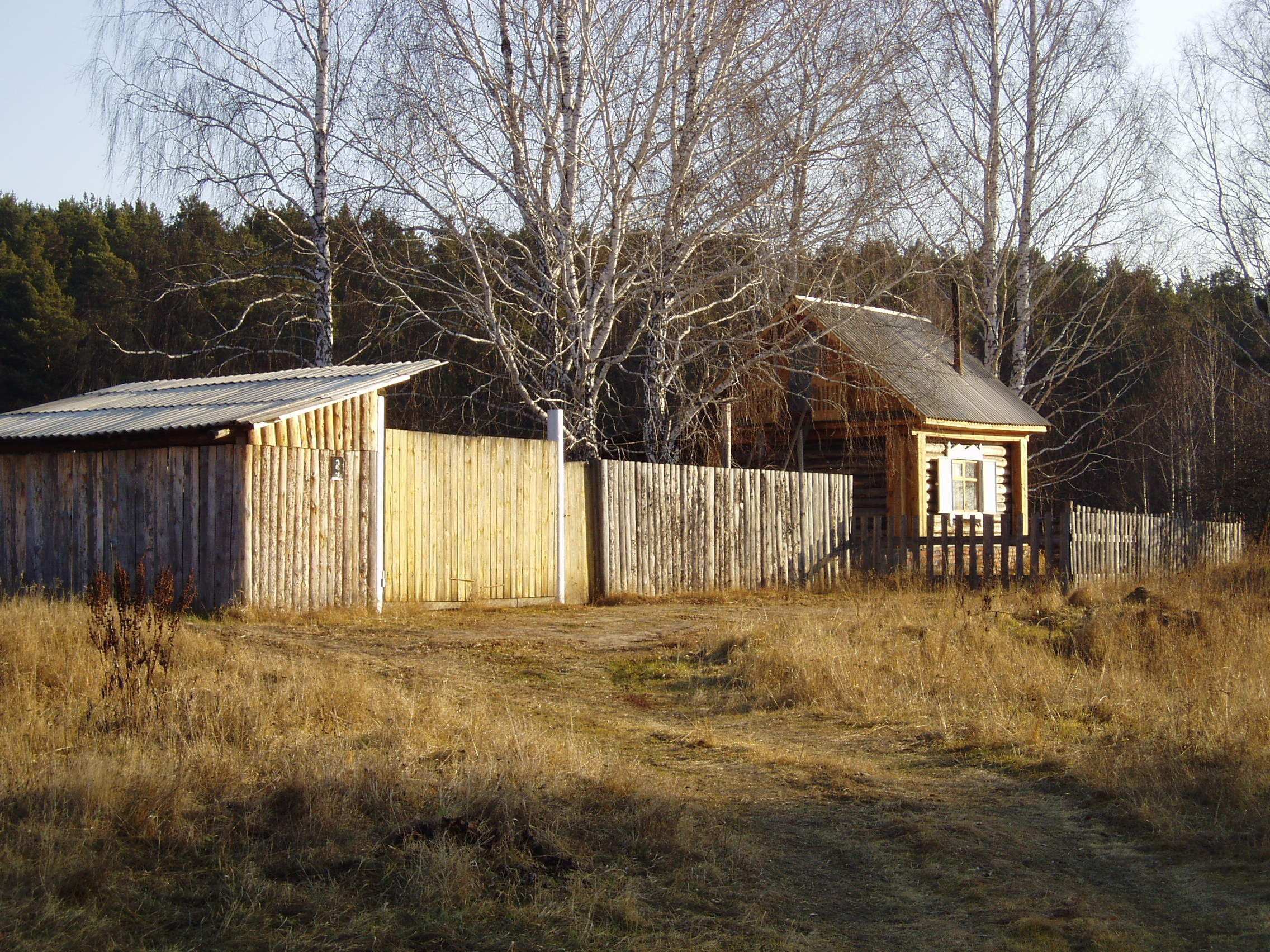
улица Паромная
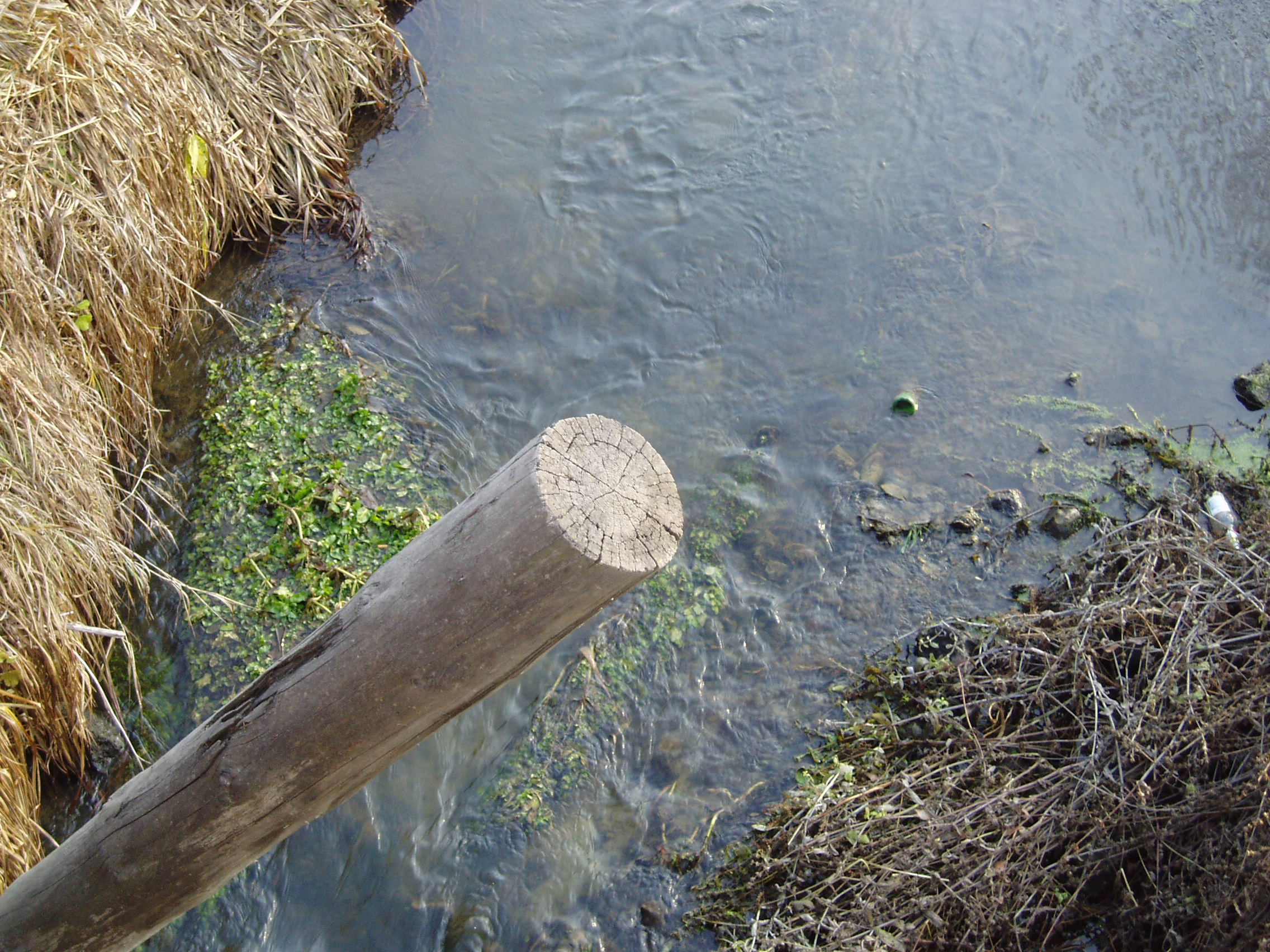
река Сюткес